# Høtyv
|  | Ordet bruges også for det meteorologiske fænomen Støvdjævel |
En Høtyv eller en fork er et redskab bestående af et skaft med 2-3 spidse grene af metal eller (i ældre tid) træ, der i landbruget anvendes til håndtering af hø og halm.

## Høtyv i anvendelse
- tegning af en kvinde med en høtyv
- To mænd laster hø på en lastbil
- høtyv med spidser i træ